# Frans Brüggen
Frans Brüggen (Ámsterdam, 30 de octubre de 1934 - ibídem, 13 de agosto de 2014) fue un músico holandés, intérprete de flauta de pico y travesera y director de orquesta.

## El primer virtuoso: Frans Brüggen
Nació en Ámsterdam, estudió flauta de pico con Kees Otten en el Conservatorio de La Haya. A los 21 años fue nombrado profesor de flauta de pico en el mismo conservatorio, más tarde ocupa los cargos de profesor emérito de la universidad de Harvard y profesor regente de la universidad de Berkeley, entre los múltiples cargos que le fueron otorgados a lo largo de su carrera.
Uno de los aportes más admirables de este holandés es su vastísima cantidad de grabaciones para flauta de pico y travesera barroca – que para 1970 ya eran varios cientos –. Frans Brüggen grabó también junto con dos de sus más destacados alumnos, Walter van Hauwe y Kees Boeke, una buena selección de los 600 años de repertorio para flauta, tanto de pico como travesera barroca.
Una de sus más hondas pasiones fue coleccionar instrumentos originales, que también usaría en numerosas grabaciones. Una de las copias más considerables que poseía, es una flauta soprano de marfil de Richard Haka construida en 1685, con un grabado en todo el cuerpo de la flauta de una serpiente, o una flauta alto también de marfil de J.B. Ganh aproximadamente de 1700 con un grabado de ídolo barroco - muy semejante a un dragón – que en la parte de la boquilla tiene tallado unos ojos de reptil. Aunque para Frans Brüggen, su “stradivarius de las flautas” era una flauta tenor Stanesby de ébano con anillos de marfil. 
Especialmente en la flauta de pico, Frans Brüggen tuvo una influencia casi tiránica para sus detractores, y difícilmente, menos que indispensable, para sus seguidores. Lo cierto es que los conservatorios europeos con el tiempo adoptaron muchas ideas y preceptos tanto de él como de sus grandes colegas Anner Bilsma y Gustav Leonhardt entre otros. Para la flauta de pico este holandés es un personaje que ya ha pasado a la historia, envuelto en el misticismo de su genialidad musical. 
Frans Brüggen no solo le dio una reputación internacional a su instrumento; hizo posible que después de él, vieneran a conformar la escuela interpretativa de la flauta de pico, ejecutantes cada vez más expertos.

## Los inicios de la Música contemporánea en flauta de pico
Otro de los más importantes aportes de Frans Brüggen fue su gran motivación para que los compositores escribieran música contemporánea para flauta de pico. Entre ellos Luciano Berio, quien dijera muy acertadamente: “Frans Brüggen es un músico que no solo es un arqueólogo; es un gran artista”. A él le dedicó “Gesti”, una de las piezas que pueden considerarse parte de la Sequenzas de Berio. Lo que sucedió con Gesti es verdaderamente increíble. “Gesti” (1967) de Luciano Berio hace un tajo en las pasadas composiciones para flauta. La conforman 4 leyes: la primera consiste en los patrones por los cuales los agujeros de la flauta son tapados por los dedos, la segunda es la articulación, la tercera es la técnica respiratoria; y por último la implementación de la voz al tiempo de ejecución. 
Otra de las piezas para este instrumento es Sweet (1964) de Louis Andriessen. Fue una de las primeras y más exigentes piezas dentro del repertorio contemporáneo; incluye un fragmento de manipulación de cinta y distorsión electrónica para la flauta de pico. Más tarde serían los compositores japoneses quienes darían composiciones para el atril de Frans: Makoto Shinohara con Fragments (1968), consistente en 14 fragmentos que deben ser ejecutados en el orden que el intérprete determine. Maki Ishii con "Black Intentions" (1975), una de las piezas más drásticas y acertadas de entonces, en la cual se tocan al mismo tiempo dos flautas sopranos una a 415hz y otra a 440hz, produciendo una disonancia casi robótica. Simultáneamente el ejecutante debe imitar el rugido de un dragón -de orden gutural- y golpear el Tam-Tam. Ende (1980) por Louis Andriessen, requiere igualmente la ejecución de dos flautas alto de pico en dos afinaciones diferentes (415hz y 440hz).  
Frans Brüggen dejó de tocar definitivamente la flauta de pico y la travesera barroca en diciembre de 1981, a los 47 años, justo en el clímax de su carrera. Es en ese año cuando funda su orquesta “La Orquesta del Siglo Dieciocho” de estilo Mozartiano, junto a colegas tan famosos en sus instrumentos como la violinista Lucy Van Dael, Eric Hoeprich en el clarinete y Marteen van Der Valk en las percusiones. Su intención desde entonces fue darle vida a la tradición comprendida entre el periodo clásico y el inicio del romántico. Hay que destacar que todos sus integrantes tocan instrumentos originales o copias fidedignas.
Año tras año renovó sus votos de no abordar más el repertorio de flauta de pico ni de travesera, y siguió con la conducción de la orquesta, dando giras por todo el mundo. Con este grupo ha grabado más de 100 discos para Phillips y muchos otros para otras casas discográficas; especialmente, vale la pena reseñar que la inmensa mayoría de sus discos, fueron grabados en vivo y son mucho más sencillos de adquirir que muchos de los discos como solista, que desafortunadamente no han sido editados en CD.
Bruggen, murió el 14 de agosto de 2014, en su residencia de Ámsterdam.